# 楊智積
楊智積（6世紀—616年）是隋文帝楊堅的二弟楊整的兒子。
楊智積受封為蔡王，算是隋朝的皇室宗親，不過他一生行事極為謹慎小心，深恐自己因一個不小心而遭致殺身之禍，據稱他謹慎處事的態度，是源自於過去他父親楊整與楊堅的關係不好，太妃尉氏與獨孤皇后的關係也不好所致，他行事之謹慎，就連楊堅也為他感到同情。由於他高度謹慎小心的行為，因此他最後得以免於殺身之禍，保住的自己項上人頭。

## 生平

### 家世
楊智積的父親蔡景王楊整在北周明帝宇文毓時，因軍功而得陳留郡公的封爵，之後又得到開府、車騎大將軍等的封號。楊整後來跟隨北周武帝攻打齊國，並在並州戰死。在楊堅當丞相時，楊整被追封為柱國、大司徒和冀定瀛相懷衛趙貝八州刺史等位；在隋朝建立後，楊整被追封為蔡王，並得諡號景，楊智積做為楊整的兒子，繼承了楊整蔡王的位置，而楊智積的弟弟智明被封為高陽郡公，另一個弟弟智才則被封為開封縣公。後來楊智積又得開府儀同三司，授同州刺史等職位。

### 生活習慣
楊智積平日的生活相當簡素，他在同州州府任職的時候，從來不從事玩樂、狩獵等活動，在處理政事的閒暇之時，也不太與人來往，僅端坐讀書而已。他門下宴請的賓客則為出身山東儒士的侍讀公孫尚儀與以文才出名的府佐楊君英和蕭德言等這一類的人，且他在坐間所擺設的只有餅和果類等東西，喝酒也只喝三杯即止，就連家中的女妓，他也只敢讓她們在年節嘉慶之時，在太妃的面前進行表演。
曾有人勸楊智積治理產業，但楊智積卻說道：「以前平原君的財物多到腐朽而必須拿出來曝曬，他因而煩惱財貨太多。我對今天自身沒什麼錢財可示人之事感到慶幸，為何還要去想如何經營財物的事呢？」
除此之外，雖然他有五個兒子，但他卻只教他的小孩讀《孝經》、《論語》等書，也不讓他們與賓客交往，唯恐因他的小孩懷有才能而招致災禍，有人曾經問他為什麼這麼做，楊智積就回答他說道：「你不懂我的用心良苦。」
開皇二十年，楊智積返回京城而沒有在其他的位置任職，因此他就閉門自守，不到朝覲的時候就不出門。

### 隋煬帝時代
隋煬帝繼位後，滕王綸、衛王集因為讒構之行而被判罪，高陽公智明也因為與人交遊而失去爵位，在看到這些人的遭遇後，楊智積的恐懼更是加深。大業七年，楊智積擔任弘農太守的職位，他將政事委任給手下的幕僚和輔佐，並以清靜自居。

### 楊玄感叛亂
後來楊玄感叛亂，自東發兵向西進時，楊智積卻有了一些表現，他的對他的手下說道：「楊玄感打算發兵向西攻打關中，如果他的計畫成功了，那他的根基就穩固了，因此當用計謀拖住他，使他不能打入關中，若他進不了關中，那在幾天之內，就可將他的人給抓住了。」
當楊玄感的軍隊打到城邊時，楊智積到城上，開口怒罵玄感，玄感聽了楊智積的怒罵，非常生氣，因此他不聽李密「軍事貴速」的建議，停留在當地，並發動攻擊，他意圖放火燒城門，但沒想到楊智積在城裡放了一把更大的火，讓玄感的軍隊沒有辦法攻入，結果最後楊玄感的部隊被宇文述的援軍和楊智積的軍隊合力擊破。

### 去世
大業十二年，楊智積與皇帝前往江都，結果生了病，由於皇帝平常對自己親人的做為，因此智積總是很不安心，就連到了生病時也不找醫生診治。當楊智積快過世時，他對他的親人說道：「我今天才終於知道，我可以帶著自己的項上人頭一起離開這世間了。」
楊智積的處境讓當時的人感到悲哀。另他膝下有一子名道玄。

## 腳註
1. ↑  《隋書》：昔平原露朽財帛，苦其多也。吾幸無可露，何更營乎？
2. ↑  《資治通鑑‧卷一八二》：玄感怒，留攻之。李密諫曰：「公今詐眾西入，軍事貴速，況乃追兵將至，安可稽留！若前不得據關，退無所守，大眾一散，何以自全！」玄感不從，遂攻之，燒其城門，智積於內益火，玄感兵不得入。
3. ↑  《隋書》：臨終，謂所親曰：「吾今日始知得保首領沒於地矣。」

## 延伸阅读
[在维基数据编辑]
 《隋書/卷44》，出自魏徵《隋书》